# 앤서니 아이슬리

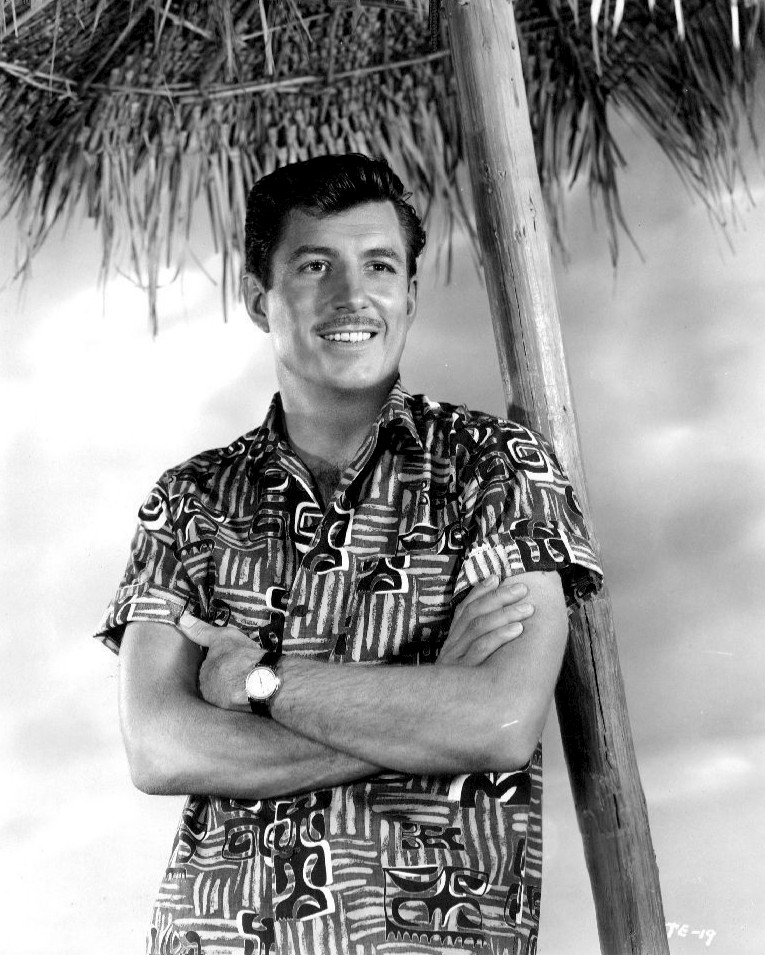

앤서니 아이슬리(Anthony Eisley, 1925년 1월 19일 ~ 2003년 1월 20일)는 미국의 배우이다.
필라델피아에서 태어났으며 우들랜드힐스에서 사망하였다. 사인은 심근 경색이다. 포리스트 론 메모리얼 파크에 매장되었다.

## 출연 작품
- 악령 (1990년)
- 에이리언 대습격 (1987년)
- 몬스터 (1979년)
- 경찰 초년병 (1972년)
- 더 마이티 고가 (1969년)
- 스타 (1968년)
- 네이비 Vs. 나이트 몬스터 (1966년)
- 프랭키와 자니 (1966년)
- 네이키드 키스 (1964년)
- 영 필라델피안스 (1959년)
- 용감한 페이건 (1952년)

### 텔레비전
- 페리 메이슨 (1964-66)
- 서부를 향해 달려라 (1966-69)
- FBI (1966-74)
- 인베이더 - 시리즈 (1967)
- 사건비화 (1967-70)
- 아이언사이드 (1971-74)
- 형사 Q (1977-82)
- 낫츠 랜딩 (1984-85)